# Low Head
Low Head è una piccola comunità situata su di una penisola 5 km a nord-ovest di George Town, Tasmania, all'imboccatura del fiume Tamar.

## Descrizione
È meglio conosciuta per la Low Head Pilots Station. La città possiede anche un faro, una spiaggia ed una colonia di pinguini.
La piccola città, che può essere considerata come una parte di George Town, è molto frequentata d'estate.
Nel 1996 la Iron Barron causò il più grande disastro petrolifero della storia dell'Australia.